# Божичен
Божи́чен (болг. Божичен) — село в Русенській області Болгарії. Входить до складу общини Іваново.

## Населення
За даними перепису населення 2011 року у селі проживали 178 осіб, з них 173 особи (98,9%) — болгари.
Розподіл населення за віком у 2011 році:
Динаміка населення: